# Trois Cimes
Pour plus de détails, voir Fiche technique et Distribution.
Trois Cimes (Drei Zinnen) est un film dramatique italo-allemand réalisé par Jan Zabeil (pl) et sorti en 2017.

## Synopsis
Le film se déroule à l'époque contemporaine dans les Dolomites italiennes. Un garçon de huit ans rencontre des difficultés pour établir une relation avec le nouveau compagnon de sa mère. Les vacances de la famille à la montagne rendent la situation encore plus tendue.

## Fiche technique
- Titre français : Trois Cimes[1]
- Titre original allemand : Drei Zinnen[2],[3]
- Réalisation : Jan Zabeil (pl)
- Scenario : Jan Zabeil (pl)
- Photographie :	Axel Schneppat
- Montage : Florian Miosge
- Décors : Michael Randel
- Production : Benny Drechsel, Natalia Gozdzik, Andreas Pichler
- Société de production : Echo Film, Rohfilm
- Pays de production :  Italie •  Allemagne
- Langue originale : allemand, français
- Format : Couleurs - 2,35:1
- Durée : 94 minutes
- Genre : Drame
- Dates de sortie :
  - Suisse : 4 août 2017 (Festival du film de Locarno)
  - Canada : 9 septembre 2017 (Festival du film de Toronto)
  - France : 4 octobre 2017 (Festival du Cinéma Allemand de Paris)
  - Allemagne : 21 décembre 2017
  - Italie : avril 2018 (Bolzano Festival Bozen)

## Distribution
- Alexander Fehling : Aaron
- Bérénice Bejo : Léa
- Arian Montgomery : Tristan